# Dunkirkfördraget
Dunkirkfördraget (the Treaty of Dunkirk) var ett fördrag som skrevs under av Frankrike och Storbritannien i mars 1947. Fördraget utgjordes av överenskommelsen att gå samman och bilda en gemensam försvars- och hjälpallians vid händelse att Tyskland återigen skulle återuppliva sin militärmakt, sedan andra världskriget tagit slut. Ett år senare anslöt även Belgien, Nederländerna och Luxemburg, vilket ledde till undertecknandet av Brysselfördraget.